# Quốc kỳ Litva
Quốc kỳ Litva (tiếng Litva: Lietuvos vėliava) là một lá cờ gồm có ba dải màu nằm ngang bằng nhau, theo thứ tự từ trên xuống dưới là vàng, xanh lá cây và đỏ. Lá cờ này được sử dụng làm lá cờ của nước Cộng hòa Litva trong khoảng thời gian 1918–1940 cho đến khi Litva bị Đức Quốc xã xâm chiếm. Sau khi Litva được giải phóng bởi Liên Xô, nước này trở thành một nước cộng hòa nằm trong Liên bang Xô viết và sử dụng một lá cờ khác mang biểu trưng cộng sản. Đến ngày 20 tháng 3 năm 1989, lá cờ này lại được sử dụng làm quốc kỳ của Litva (tỉ lệ 1:2) trước khi nước này giành độc lập từ Liên Xô vào năm 1991. Vào năm 2004, lá cờ được thay đổi tỉ lệ cạnh thành 3:5.
Màu vàng trên lá cờ tượng trưng cho hình ảnh những cánh đồng lúa mì, màu xanh lá cây tượng trưng cho rừng cây và màu đỏ tượng trưng cho lòng yêu nước của người Litva.

## Lịch sử

Đệ nhất Cộng hòa Litva (1918–1940)
Cộng hòa Xã hội chủ nghĩa Xô viết Litva (1940–1953)
Cộng hòa Xã hội chủ nghĩa Xô viết Litva (1953–1989)
Đệ nhị Cộng hòa Litva (1989–2004)
Cộng hòa Litva (2004–nay)

## Các lá cờ khác

Phù hiệu hải quân
Hiệu kỳ hải quân
Hiệu kỳ quân đội
Hiệu kỳ Tổng thống